# Gouldamadine
Die Gouldamadine (Chloebia gouldiae, Syn.: Erythrura gouldiae) gehört zur Familie der Prachtfinken (Estrildidae). Die Finken zählen zur Fauna Australiens und sind eine polymorphe Art. In der gleichen Population kommen meist zwei, gelegentlich sogar drei in der Färbung des Oberkopfes verschiedene Variationen nebeneinander vor. Sie verpaaren sich ohne Einschränkung untereinander, so dass sie nicht als Unterarten unterschieden werden.
Gouldamadinen sind in ihrer Heimat mittlerweile selten geworden und werden von der IUCN als gefährdet (Vulnerable) eingestuft. Weltweit wird dieser farbenprächtig gefiederte Vogel, der auch in freier Wildbahn in drei unterschiedlichen Farbschlägen vorkommt, als Ziervogel gehalten.
Der britische Naturforscher und Tiermaler John Gould entdeckte diese Prachtfinkenart während seiner Australienreisen 1838 und 1840 und beschrieb sie wissenschaftlich 1844. In Erinnerung an seine Frau Elizabeth Gould, die ihn auf diesen Reisen begleitete und kurz darauf verstarb, nannte er sie Lady Goulds Amadine. Bei den von Gould beschriebenen Vögeln handelte es sich um schwarzköpfige Gouldamadinen. Die rot- und gelbköpfigen Varianten dieser Art hielt man zum Zeitpunkt ihrer Entdeckung noch für eigenständige Arten.

## Erscheinungsbild

### Erscheinungsbild von adulten Vögeln

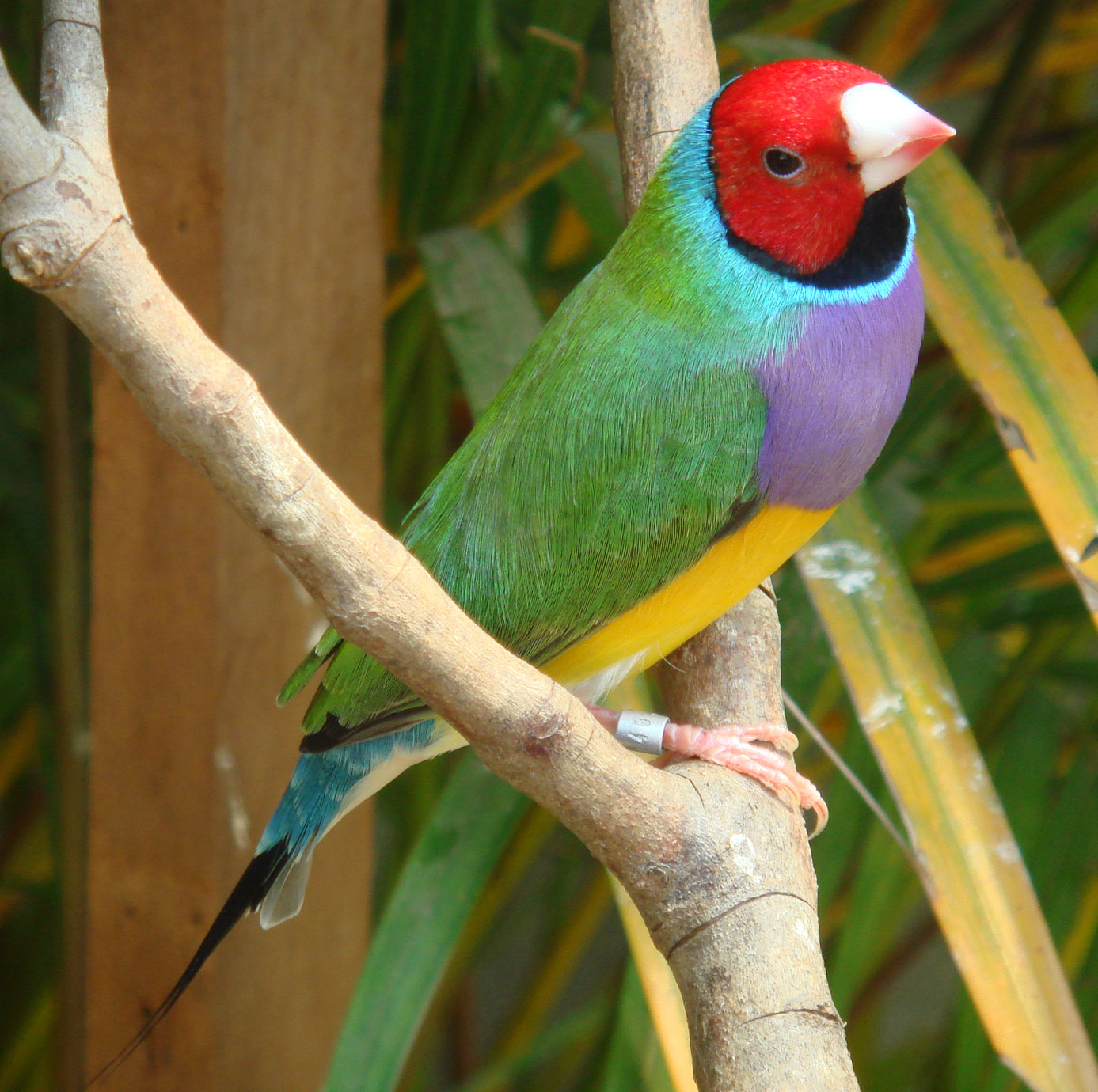
Rotköpfige Gouldamadine

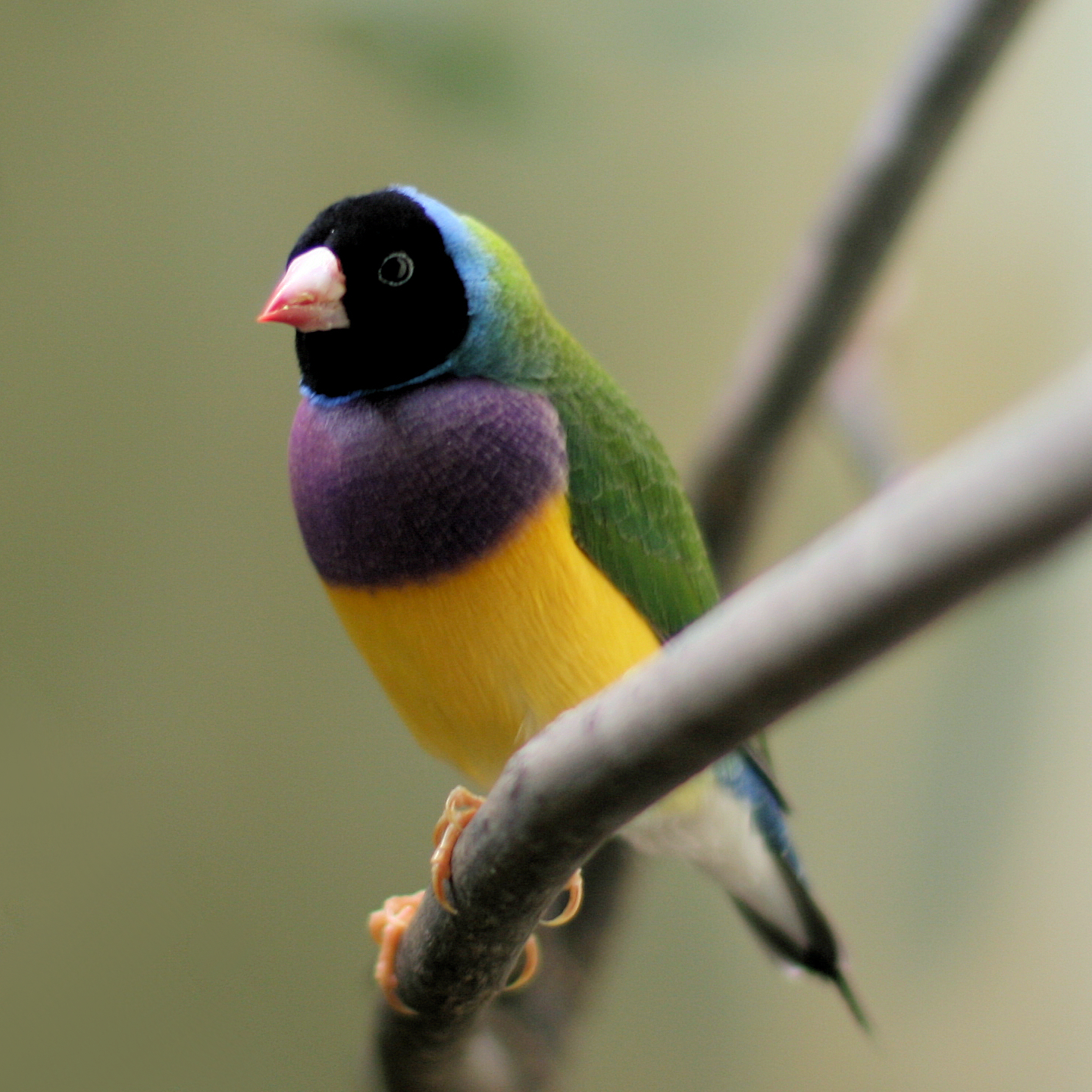
Schwarzköpfige Gouldamadine

Adulte Gouldamadinen sind ausgesprochen farbenprächtige Vögel, bei denen das Kopfgefieder stark variieren kann. Es kommen auch in den wilden Populationen schwarz-, rot- und gelbköpfige Varianten vor.
Schwarzköpfige Gouldamadinen sind die in der freien Natur am häufigsten zu beobachtenden Vögel. Schwarzköpfige Vögel mit roter Schnabelspitze sind dabei in Bezug auf die Kopffärbung reinerbig. Schwarzköpfige Vögel mit gelber Schnabelspitze sind genetisch gelbköpfig. Bei ihnen überlagert das schwarze Melanin jedoch das Gelb der Kopfmaske. Gelbköpfige Vögel sind nur sehr selten in freier Natur zu beobachten. Geschätzt wird, dass nur ein gelbköpfiger Vogel auf 3.000 schwarz- und rotköpfige kommt. Gelbköpfigkeit ist auf eine Verlustmutation zurückzuführen. Vögel mit dieser Kopffärbung sind nicht in der Lage, gelbe Carotinoide in rote Gefiederfarbstoffe umzuwandeln. Das Merkmal wird dominant-rezessiv vererbt.
Bei rot- und gelbköpfigen Vögeln setzt ein schwarzes Band rund um den Hinterkopf die Kopffärbung vom übrigen Gefieder ab. Bei allen Farbvarianten zeigt sich an Hinterkopf und Kehle außerdem ein hellblaues Band, das allmählich in das grüne Rückengefieder übergeht.
Das Gefieder der Flügeldecken ist bei Gouldamadinen ebenfalls grün gefärbt. Auffällig ist die lilafarbene Brust, die scharf gegen den gelb gefiederten Bauch abgesetzt ist. Dieser hellt sich in Richtung Schwanz fast bis zu einem Weiß auf. Der Bürzel sowie die obere Schwanzdecke sind hellblau. Hellblau ist auch der Lidring, der die dunkelbraunen Augen umgibt. Schnabel und Füße sind hornfarben.
Die Körperlänge der Vögel beträgt bei beiden Geschlechtern etwa elf Zentimeter. Vom Kopf bis zu den Enden der beiden mittleren Schwanzfedern beträgt ihre Länge zwischen 13 und 15 Zentimeter.

### Erscheinungsbild von Nestlingen und Jungvögeln

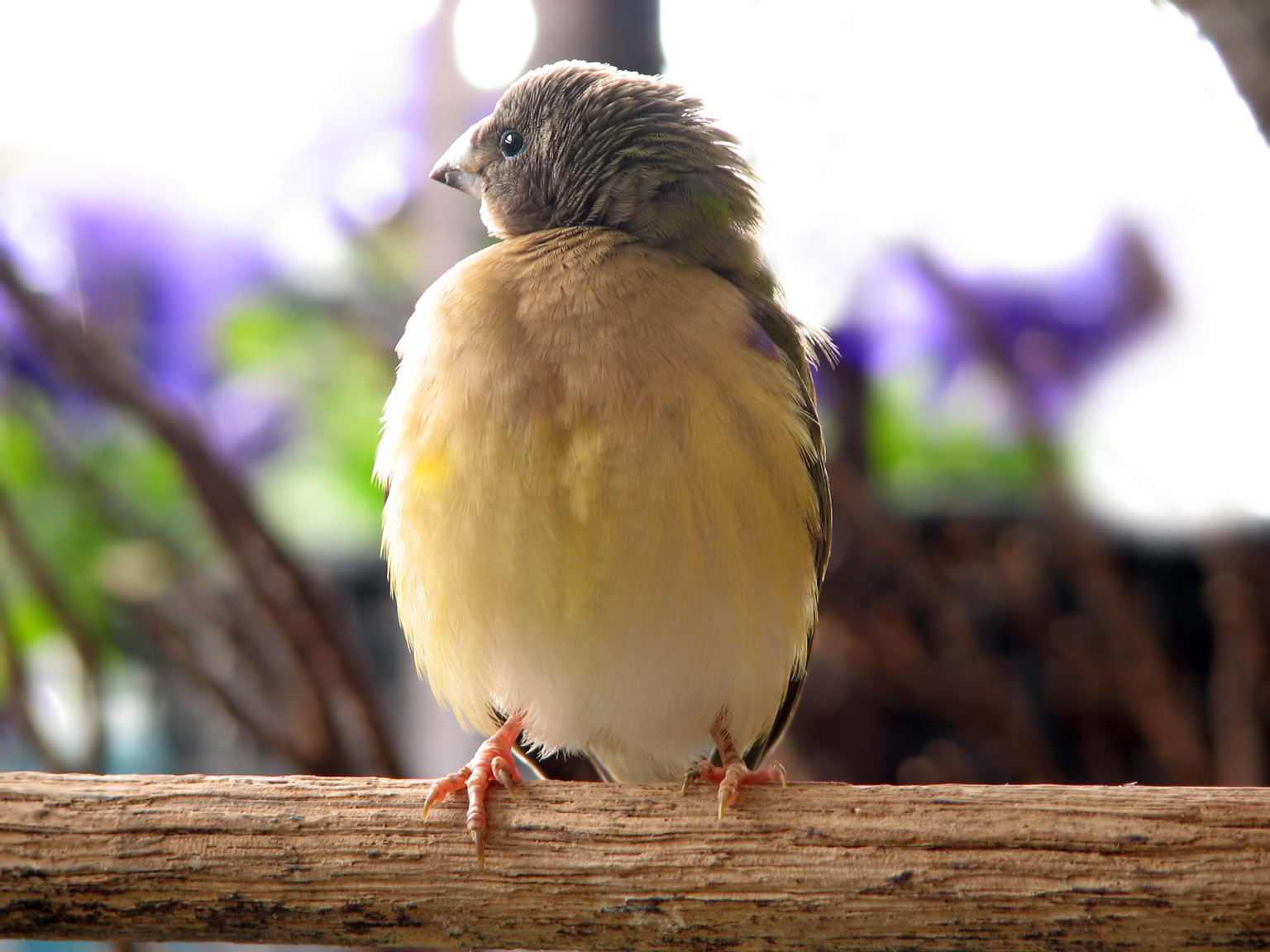
Jungvogel vor der Mauser

Die Nestlinge sind nach dem Schlupf aus dem Ei von heller, fleischfarbener Färbung und völlig unbefiedert. Wie alle Prachtfinkenarten besitzen auch sie eine auffällige Rachenzeichnung. Bei ihnen sitzen in den Schnabelwinkeln je zwei blaue und eine gelbe Papille. Bei aufgerissenem Schnabel sind fünf schwarze Punkte auf dem Rachen, zwei auf der Zunge, zwei im Innern der Oberschnabelspitze und eine hufeisenförmige Zeichnung im Innern des Unterschnabels. Bei den Elternvögeln löst das Zeigen das Fütterverhalten aus. Vermutlich unterscheiden sie anhand dieser Merkmale sogar ihre Nachkommen von denen artfremder Arten. Bei der systematischen Einordnung innerhalb der Familie der Prachtfinken ist diese Rachenzeichnung ebenfalls von Bedeutung.
Jungvögel sind bis zu ihrer Mauser ins Erwachsenenkleid deutlich weniger farbenprächtig gezeichnet. Die Körperoberseite ist Graugrün gefärbt. Auch der Kopf zeigt dieses Graugrün. Die Oberseite des Schnabels ist schwarz, während der Unterschnabel in der Mitte etwas rötlich oder gelblich gefärbt ist.

## Lautäußerungen
Gouldamadinen sind Schwarmvögel, die durch ständiges leises sit-Rufen sich der Nähe ihrer Artgenossen versichern. Dieser Ruf erklingt auch während des Fluges, ist aber meist so leise, dass er für einen Menschen nur zu vernehmen ist, wenn er sich in unmittelbarer Nähe der Vögel befindet. Der Ruf wird schärfer und verändert sich zu einem zitt-zitt, wenn sich ein einzelner Vogel etwas weiter weg vom Schwarm oder dem Partner aufhält. Sind die übrigen Schwarmmitglieder oder der Partner nicht sichtbar, wird aus dem zitt-zitt ein lautes und weit tragendes zrüie-iet.
Der Gesang der Gouldamadine wird von Horst Bielfeld, der als einer der besten deutschsprachigen Kenner der Prachtfinken gilt, als leises, teils perlendes, wisperndes und schleifendes Zwitschern beschrieben. Wird er als Balzgesang an ein Weibchen gerichtet, dann wird er meistens mit dem Nestlockruf zrüit eingeleitet. Die Hähne der Gouldamadinen beginnen sehr früh damit, den Balzgesang einzuüben. Dies ist eine der Möglichkeiten, das Geschlecht der Jungvögel zu bestimmen. Bei solchen Übungsgesängen fehlt allerdings das zrüit am Anfang des Gesangs.
Nestlinge und flügge Jungvögel betteln ihre Elternvögel mit einem sehr schnellen wiwiwiwi um Futter an. Bei den Warnrufen lassen sich zwei unterschiedliche Ruftypen unterscheiden. Mit dem Doppelruf sett-sett warnen Gouldamadinen ihre Artgenossen vor Gefahren. Mit einem scharfen djit warnen Gouldamadinen vor allem die Jungvögel, die sich auf diesen Ruf hin still in einem Versteck verhalten.

## Verbreitungsgebiet und Wanderbewegungen

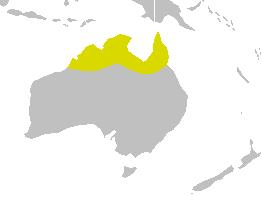
Verbreitungsgebiet (gelbgrün) der Gouldamadine

Gouldamadinen zählen zu den Prachtfinken Australiens. Sie kommen im Norden des australischen Kontinents bis zum 19. Breitengrad vor. Lediglich die mit Regenwald bewachsene Cape-York-Region wird von ihnen nicht besiedelt.
Innerhalb dieses Verbreitungsgebietes sind weite Wanderbewegungen für Gouldamadinen typisch. Generell halten sie sich während der Brutzeit in den Savannen der Kimberley-Region, des nördlichen Northern Territory sowie des nordwestlichen Queensland auf. Außerhalb der Brutzeit sind sie in den küstennahen Gebieten zu finden, weil hier aufgrund der längeren und späteren Regenfälle ausreichend Nahrung zur Verfügung steht. Die Wanderbewegungen setzen mit Ende der Regenfälle ein, wenn die Vegetation verdorrt, die Wasserstellen zunehmend austrocknen und nur noch trockene Grassamen zu finden sind, die aus ihren Rispen herausgefallen sind und am Boden liegen. Gouldamadinen nehmen ihre Nahrung nur sehr ungern vom Boden auf und in der Regel setzen die Wanderbewegungen ein, wenn kein ausreichendes Futter mehr in den Rispen zu finden ist. Mitunter werden dabei sowohl Gelege als auch Nestlinge im Stich gelassen.
Die Zugbewegung der Gouldamadinenschwärme ist zumindest zu Anfang ungerichtet. Die Schwärme suchen nach neuen Nahrungsgründen und ausreichend Wasserstellen. In der Regel ziehen die Schwärme daher in nördliche Richtung, weil hier die Regenfälle länger anhalten. In Gebieten, in denen Regenfälle ausbleiben, fehlen Gouldamadinen gelegentlich über Jahre.

## Lebensraum
Zum Verbreitungsgebiet der Gouldamadinen gehört unter anderem die Kimberley-Region, die im Westen durch den Indischen Ozean, im Norden durch die Timorsee und im Süden durch die Große Sand- und Tanamiwüste begrenzt wird. Die Kimberley-Region, in der Gouldamadinen im Vergleich zu den übrigen Regionen noch relativ häufig vorkommen, ist das heißeste Gebiet der gesamten südlichen Erdhälfte. Im Landesinneren werden Tagestemperaturen zwischen 40 und 45 °C im Schatten erreicht. In der Nacht sinkt die Temperatur nur selten unter 35 °C. Von November bis April gibt es sehr heftige Regenfälle. Die Luftfeuchtigkeit in dieser Zeit beträgt zwischen 80 und 90 Prozent.
Gouldamadinen sind an diese extremen Klimabedingungen angepasst. Sie sind bei Temperaturen zwischen 30 und 45 °C sehr lebhaft und nehmen auch dann ausgedehnte Sonnenbäder. Andere Vogelarten dagegen suchen bei diesen Temperaturen Schatten auf. Auch im Northern Territory, wohin sie während ihrer Wanderungen auf der Suche nach optimalen Lebensbedingungen ziehen, halten sie sich bevorzugt in den Jahreszeiten auf, in denen gleichzeitig hohe Tagestemperaturen und hohe Luftfeuchtigkeit vorherrschen. In dieser Zeit finden sie auch die halbreifen Sämereien und Insekten, die zu ihrem Nahrungsspektrum gehören.

## Fressfeinde
Schlangen und Greifvögel sind die Beutegreifer, die am häufigsten adulte Gouldamadinen erbeuten. Schlangen sind vermutlich die Ursache, warum Gouldamadinen die Nacht auf den dünnsten Zweigen ihrer Schlafbäume verbringen. Auch ihr Zögern, in eine Baumhöhle einzufliegen, ist auf die Vorsicht gegenüber Schlangen zurückzuführen. Gegenüber sich nähernden Greifvögeln fliehen Gouldamadinen ins Innere von Eukalyptusbäumen oder in nahes Gebüsch. Ähnlich wie bei Masken-, Spitzschwanz- und Gürtelamadinen sowie beim Zebrafink zeigt sich auch bei den Gouldamadinen ein Trinkverhalten, das als „Saugtrinken“ bezeichnet wird und für Tauben typisch ist. Durch dieses Trinkverhalten, das sich deutlich vom schlückchenweisen Trinken anderer Vögel abhebt und mit dem sehr rasch eine große Menge Wasser aufgenommen wird, verringern diese Arten den Zeitraum, den sie exponiert an einer Wasserstelle verbringen. Dadurch sinkt für sie das Risiko, von Raubvögeln geschlagen zu werden.
Nestlinge sind noch durch eine Reihe weiterer Tierarten gefährdet. Ameisen fressen Jungvögel bei lebendigem Leib auf, wenn sie sie im Nest vorfinden. Auch einige Fliegenarten legen ihre Eier in den Nestern so ab, dass die schlüpfenden Larven die Jungvögel auffressen. Zu den Fressfeinden der Nestlinge zählen auch kleinere Echsen. Den adulten Gouldamadinen werden diese nur ausnahmsweise gefährlich.

## Fortpflanzung
Die Brutzeit der Gouldamadinen fällt mit der Regenzeit in dieser Region zusammen; in dieser Zeit fallen auch die Nachttemperaturen selten unter 30 °C. Das Nest wird bevorzugt in Höhlen der Eukalyptusbäume gebaut. Das Gelege besteht meist aus sechs Eiern und wird von beiden Altvögeln bebrütet. Die Jungen schlüpfen nach 14 Tagen und werden von den Altvögeln mit halbreifen Grassamen, Weichkäfern, Spinnen sowie mit geflügelten Termiten gefüttert, deren Schwarmzeit gleichfalls in die Regenzeit fällt. Je nach Dauer der Regenzeit folgen mehrere Bruten nacheinander. Die noch nicht geschlechtsreifen Jungvögel helfen dabei bei der Aufzucht der Folgebruten.

## Systematik
Innerhalb der Familie der Prachtfinken stehen die Gouldamadinen insbesondere den Südsee-Papageiamadinen und den Eigentlichen Papageiamadinen nahe. Sie wurde deswegen systematisch auch eine Zeit lang dieser Gattung zugeordnet. Die Verwandtschaftsnähe wird vor allem aufgrund der ähnlichen Rachenzeichnungen vermutet. Ähnlichkeiten bestehen bezüglich der Farbeinteilung des Gefieders, des Gesanges und der Balz mit den Nonnen. Seit 1962 wird die Gouldamadine wieder als einzige Art der Gattung Chloebia zugeordnet. Die Art wird als Bindeglied zwischen den Nonnen und den Reisfinken und den Eigentlichen Papageiamadinen angesehen. In Australien wird Art öfter mit dem Synonym Erythrura gouldiae angegeben und somit den Papageiamadinen zugeordnet.
Im Rahmen einer phylogenetischen Analyse der Prachtfinken auf Basis molekulargenetischer Daten wurde für die Gouldamadinen eine Stellung als Schwestertaxon zu allen anderen Vertretern der Gattung Erythrura festgestellt. Aufgrund der sehr frühen Trennung von der Gattung Erythrura und einigen abgrenzenden morphologischen Merkmalen wurde die Art von den Autoren der Analyse deshalb der eigenen, monotypischen Gattung Chloebia zugeordnet.

## Mensch und Gouldamadinen

### Die Etablierung als Ziervogel

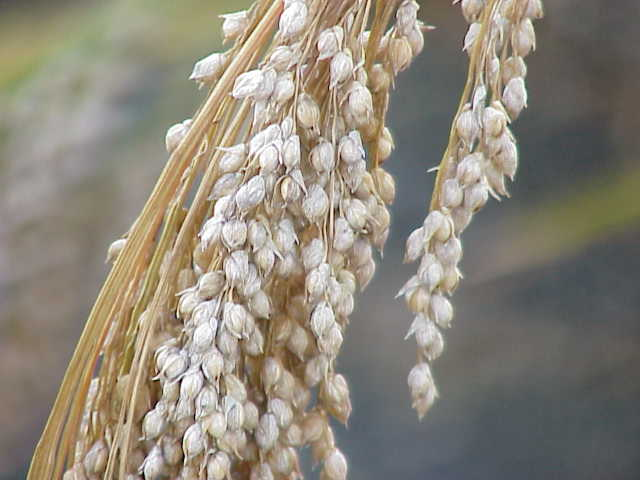
Rispenhirse (Panicum miliaceum) gehört zu den Hirsearten, die einen großen Bestandteil in der Ernährung bei als Ziervögel gehaltenen Gouldamadinen einnehmen.

Die ersten lebenden Gouldamadinen wurden im Jahre 1887 nach Großbritannien gebracht und erregten wegen ihres auffällig gefärbten Gefieders großes Interesse bei den Haltern von Ziervögeln. In Deutschland wurden Gouldamadinen das erste Mal 1896 in Berlin auf einer großen Vogelschau gezeigt. Bis in die 1930er Jahre stammten nahezu alle Vögel, die in Europa in den Handel gelangten, aus Importen aus Australien. Erst dem Engländer P. W. Teague gelang es, einen Zuchtstamm aufzubauen, mit dem er von 1930 bis 1946 erfolgreich züchtete. Auf die von ihm veröffentlichten Publikationen über Zucht und Handlung gehen bis heute die überwiegenden Haltungsempfehlungen zurück. Die Fütterung einer Mischung von Silberhirse, Mannahirse, Senegalhirse und Negersaat sowie die Zufütterung von Keimfutter, die heute von erfolgreichen Gouldamadinenhaltern praktiziert wird, gehen ebenfalls auf Teague zurück.
Trotz der Erfolge, die Teague bei der Zucht dieser Vogelart erzielte, reichte die Zahl der in Europa gezüchteten Vögel jedoch bei weitem nicht aus, die Nachfrage zu befriedigen. Die meisten in Europa gehaltenen Vögel stammten bis Anfang 1960 aus Wildfängen.

### Bedrohung
Durch den früheren starken Fang zur Vogelhaltung wurden die wildlebenden Bestände stark reduziert. Heute sind die verbleibenden natürlichen Lebensräume der Gouldamadine weiterhin bedroht. Die IUCN schätzt den Wildbestand der Art auf weniger als 2500 Tiere und stuft die Art als „stark gefährdet“ ein.

### Die Fangmethoden in Australien
Klaus Immelmann, ein Verhaltensforscher, der sich unter anderem auf Zebrafinken spezialisiert hatte, hielt sich Ende der 1950er Jahre länger zu Forschungszwecken in der Kimberley-Region auf. Dabei hatte er auch die Gelegenheit, die Praxis des Vogelfangs in Australien aus größerer Nähe zu beobachten: 1958 waren allein 55 berufsmäßige Vogelfänger in der Kimberley-Region unterwegs, die an den wenigen Wasserstellen Vögel in großen Klappnetzen fingen. Bereits beim Fang kamen viele Vögel um, weil sie durch die Klappbügel der Netze verletzt oder direkt getötet wurden. Die Vögel wurden von den Fängern zwar gut mit Futter und Wasser versorgt, aber während des Transports zu den Häfen im Norden Australiens kam ein weiterer großer Teil der gefangenen Vögel ums Leben. Vom Norden Australiens aus wurden sie mit Handelsschiffen in den Südosten Australiens gebracht und dann nach Europa oder Nordamerika verschifft. Geschätzt wurde, dass auf jeden Prachtfink, der das erste Gefangenschaftsjahr überlebte, dreihundert bis vierhundert Vögel kamen, die während des Fangs und des anschließenden Transports verstarben.

### Gouldamadinenhandel nach dem australischen Exportverbot

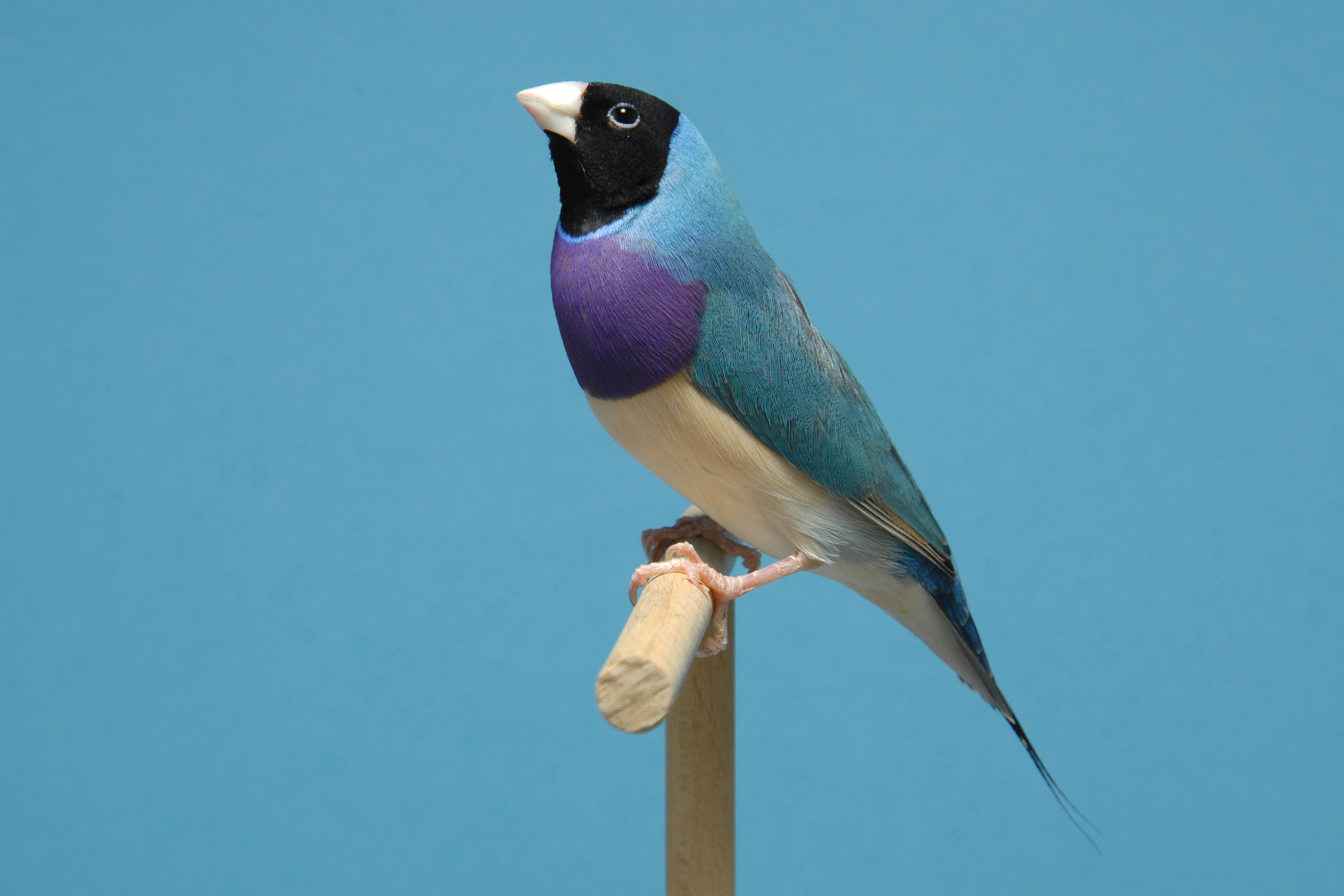
Eine domestizierte blaue Farbmutation bei einer Meisterschaft des DKB.

Am 1. Januar 1960 erließ Australien ein umfassendes Ausfuhrverbot für alle australischen Tiere. Zuchten in Europa und Nordamerika waren damals noch sehr selten. Die weiterhin bestehende Nachfrage auf dem europäischen und nordamerikanischen Markt nach Gouldamadinen wurde vor allem durch japanische Züchter gedeckt. Den Japanern sagte man damals ein besonderes züchterisches Können nach. Tatsächlich hatten sie jedoch vor allem das Problem der Fütterung der Jungvögel gelöst. Nestlinge und Jungvögel werden in freier Natur von den Elternvögeln vor allem mit fliegenden Termiten, Weichkäfern und Spinnen gefüttert. Diese proteinreiche Kost ist in Gefangenschaft schwierig anzubieten. Gefangene Vögel nehmen häufig weder Mehlwurmlarven noch Ameisenpuppen an. Japaner entwickelten als Ersatzfutter die sogenannte Eierhirse. Dabei wird Hirse – meist die großkörnige Silberhirse – grob geschrotet und dann mit Eigelb überzogen.
Die Japaner entwickelten außerdem die Ammenzucht bei den Prachtfinken. Sie setzten dazu vor allem Japanische Mövchen ein. Bei dieser Ziervogelart sind beide Elternvögel emsige Brüter und sie sind einfach zu halten. Die größten Aufzuchterfolge erzielten Züchter, wenn die Gouldamadinen von jeweils drei männlichen Mövchen aufgezogen wurden. Wie die meisten Prachtfinken legen auch Gouldamadinen immer neue Gelege, wenn ihnen ihre Eier weggenommen wurden. Ein einzelnes Gouldamadinenpärchen produziert bis zu 60 Eier pro Jahr; drei Dreiergruppen von Japanischen Mövchen sind nötig, um die Jungvögel dieses Pärchens großzuziehen.
Diese Ammenzucht wird heute weltweit betrieben. Besonders in den Niederlanden gibt es Produzenten, die auf diese Weise Gouldamadinen für den europäischen Markt heranziehen. Nach den Erfahrungen von Horst Bielfeld sind Vögel, die von Elternvögeln abstammen, die fast ohne Pause Eier produzieren müssen, besonders krankheitsanfällig. Ihre Sterblichkeitsquote in der Zeit der ersten Mauser soll bei etwa 50 Prozent liegen. Die Vögel sind außerdem häufig fehlgeprägt, das heißt, sie sehen in den Mövchen ihre Geschlechtspartner und balzen diese an, während sie von ihren Artgenossen keine Kenntnis nehmen. Durch die Ammenzucht kommen außerdem auch Gouldamadinen zur Vermehrung, die einen fehlerhaft entwickelten Brut- und Fütterungstrieb haben. Liebhaber, die mit diesen Vögeln eine Naturzucht aufbauen wollen, machen die Erfahrung, dass diese Gouldamadinen unzuverlässig brüten, ihre Jungen nicht füttern oder sie aus dem Nest werfen.
Trotz dieser Nachteile werden auf diese Weise herangezogene Vögel nicht aus dem Handel verschwinden. Naturbrutvögel sind ungleich teurer als die aus Ammenzuchten. Im normalen Zootierhandel werden sie in der Regel gar nicht angeboten. Um Vögel zu erwerben, muss man meist über Organisationen wie der Vereinigung für Artenschutz, Vogelhaltung und Vogelzucht (AZ) e. V. herausfinden, welche Privatpersonen in der Nähe Liebhaberzuchten betreiben.

### Haltungsvoraussetzungen
Im Vergleich zu den robusteren Zebrafinken, die ebenfalls zu den Prachtfinken zählen, ist die Gouldamadine ein anspruchsvollerer Ziervogel. Sie gedeihen am besten bei einer gleichmäßigen Mindestraumtemperatur von 24 °C und einer hohen Luftfeuchtigkeit. Die Haltung in Freilandvolieren ist nur dann sinnvoll, wenn die Vögel immer Zugang zu einem beheizten Innengehege haben. Als ideale Haltungsvoraussetzungen gelten große Zimmervolieren. Dann können diese geselligen Vögel, die auch in ihrer Heimat in lockeren Kolonien brüten, sogar in einem kleinen Schwarm gehalten werden. Die Käfighaltung ist nur dann sinnvoll, wenn dieser eine Mindestlänge von 80, eine Höhe von 60 und eine Tiefe von 50 Zentimeter nicht unterschreitet. Es sollte auch kein Gitterkäfig, sondern ein sogenannter Kistenkäfig sein, bei dem nur die Vorderfront vergittert ist. Die übrigen Fronten bestehen aus Brettern, aus Sperrholz, Hartfaser oder Span- oder Plastikplatten.